# Kindyci

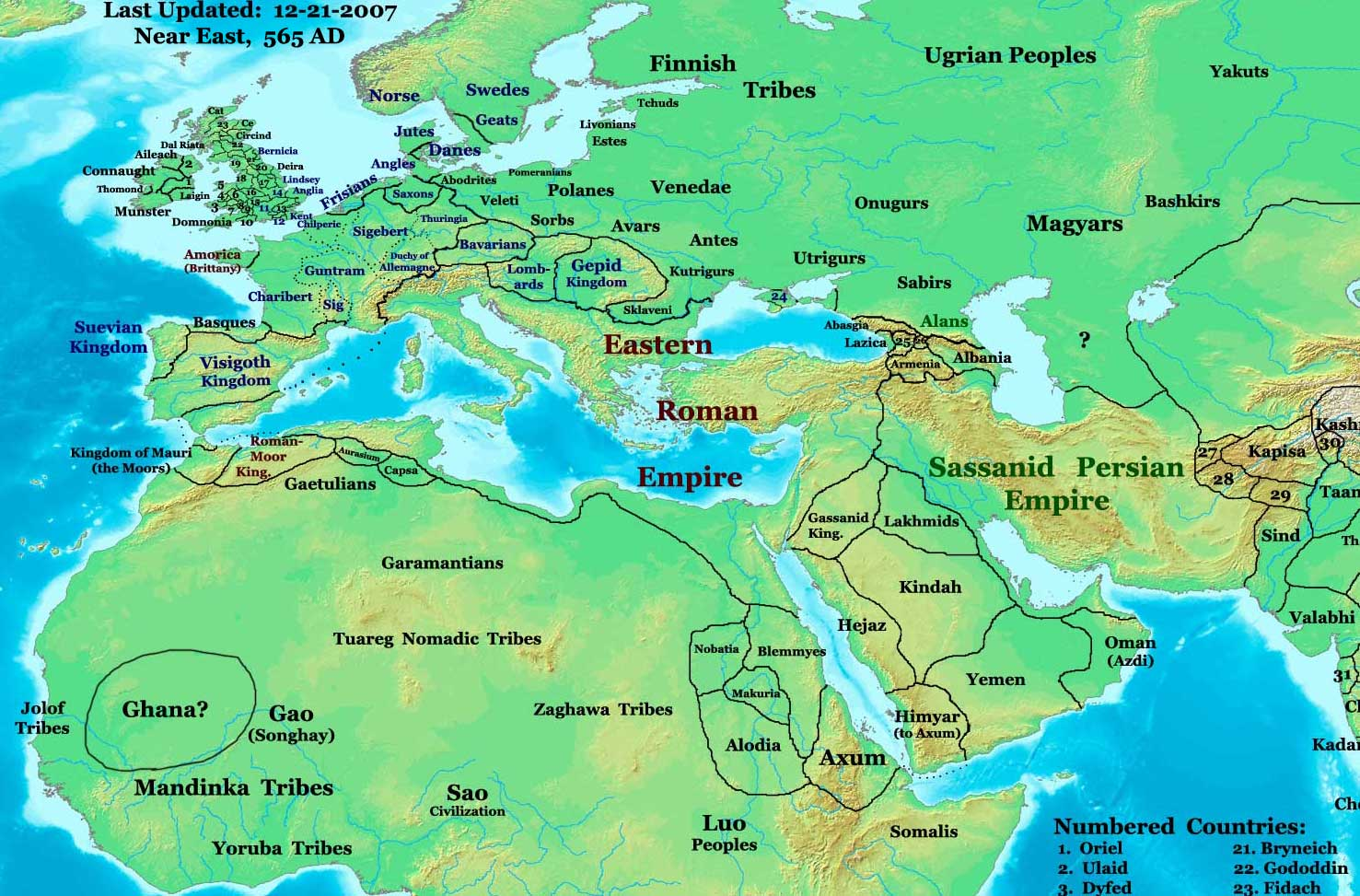
Mapa przedstawiająca położenie królestwa Kindytów (Kindah)

Kindyci – plemię koczownicze zamieszkujące Półwysep Arabski, północne tereny dzisiejszego Jemenu. 
Plemię Kinda pojawiło się w pierwszych wiekach naszej ery w okolicach Jemenu. W II - III wieku stworzyli królestwo ze stolicą w Karjat Zat Kahl. Wkrótce potem próba podbicia Maribu zakończyła się klęską i włączeniem do państwa Himjarytów. 
Państwo Kindytów spełniało rolę bufora chroniącego Himjarytow przed atakami koczowniczych ludów zamieszkujących południe Półwyspu Arabskiego. W V wieku państwo kindyckie rozpada się, a Kindyci powracają do koczowniczego trybu życia. W wyniku walk część plemion kindyckich przenosi się na północ, zajmując terytoria Ma'addytów - w walkach wsławił się Hudżr, syn Akila al-Murara. Kolejny władca Al Haris Ibn Amr rozszerzył na krótko terytoria podległe Kindytów na obszar od Iraku do Omanu. Zostały one odbite przez króla sasanidzkiego Chosrowa I Anuszirwana, władcy kindyccy zostali wymordowani i władza przywrócona Lachmidom. Synem Al-Harisa był Hudżr, który zginął w walkach z Asadytami. Jego syn Imru al-Kajs, uznawany za jednego z najwybitniejszych poetów arabskich, na wieść o śmierci ojca rozpoczął przygotowania do wyprawy wojennej w celu pomszczenia go. Asadyci próbowali przekupić, zażegnać konflikt okupem, jednakże bez skutku. Ze względu na przedłużające się działania wojenne Imru udał się na dwór cesarza bizantyjskiego Justyniana, szukając tam wsparcia. Według legendy, podczas pobytu na dworze miał romans z jedną z córek cesarza, co miało wywołać gniew Justyniana, który wysłał Imru zatrutą szatę. Imru miał zginąć w męczarniach pokryty wrzodami.